# Paco Gámez
Paco Gámez (Úbeda, Jaén, 1982) es un dramaturgo, actor, poeta y director teatral español.

## Biografía
Desde muy joven, estuvo vinculado al teatro, ya que su hermana es cofundadora de La Paca, una de las compañías teatrales de referencia en Andalucía. En esta compañía dio sus primeros pasos en el arte dramático, como actor, hasta que comenzó a escribir sus propios textos. Entre sus influencias más claras están Carlos Be, Sergio Blanco, Itziar Pascual, José Carlos Plaza, María Velasco, Antonio Rojano, Marco Antonio de la Parra,  Alfonso Zurro, y su paisano Tomás Afán, que también es cofundador de La Paca.
Es Licenciado en Filología Inglesa por la Universidad de Jaén, Licenciado en Interpretación por la Escuela Superior de Arte Dramático de Sevilla y posgraduado en Ciencias del Espectáculo.
Entre sus obras, destacan El fin, Inquilino (Numancia 9, 2º A), Katana o El suelo que sostiene a Hande y versiones como Eneida: playlist para un continente a la deriva o Las Calatravas.
Sus obras han sido estrenadas en el Centro Dramático Nacional, el Teatro Real, los Teatros del Canal, Teatro Fernán Gómez, el Teatro Circo Price, La_Joven, el Pavón Kamikaze,  el Gala Theater (Washington D. C.), o en el Teatro de la Zarzuela.
Sus textos se han traducido al inglés, francés, alemán, italiano, portugués, euskera, rumano y turco. Gámez ha escrito como autor residente en la Sala Beckett de Barcelona, en los laboratorios de la SGAE, en el INAEM, Anterzerkigintza Berriak en el País Vasco.

## Obra dramática
Los textos de Gámez están muy alejados de la ortodoxia, mezclando géneros, partiendo de situaciones atípicas y cargados de humor incluso en los momentos más trágicos.

### Textos
- Impunidad (2023). Editado por El Toro Celeste (La Calderona).
- El fin (2022). Editado por Primer Acto.[1]
- Katana: 11 (2019). Editado por Asociación de Autores de Teatro.
- Las ratas (2018). Editado por Fundación SGAE.
- Inquilino (Numancia 9, 2ºA) (2018). Editado por INAEM y CDT
- El suelo que sostiene a Hande (2017). Editado por Fundación SGAE.
- Nana en el tejado (2016). Editado por Anaya.
- Chapman (∞x0) (2016). Editado por Ediciones Invasoras.
- Autos (A road play) (2015). Editado por Primer Acto.
- El hombre en llamas (2010). Editado por Universidad de Sevilla.

## Premios
Gámez ha recogido prestigiosos premios como el Premio Literario Universidad de Sevilla (Teatro), el premio Calderón de la Barca, Premio Jesús Campos de la Asociación de Autoras/es de Teatro, Finalista de los Max al Mejor Autor Revelación, LAM de la SGAE, Premio SGAE de Teatro Infantil, Premio Jesús Domínguez y el Certamen Internacional de Comedia del Teatro Español.
- Ganador del Premio Lope de Vega (2021) por su obra Impunidad.[2]
- Ganador del II Certamen Internacional de Comedia (2021) por su obra El fin.[3]
- Premio Calderón de la Barca (2018) por su obra Inquilino (Numancia 9, 2ºA).[4]
- XI Premio LAM de la SGAE y la Asociación Cultura Visible con El suelo que sostiene a Hande (2017).[5]
- Premio Fundación SGAE (2016)por su obra Nana en el tejado.[6]
- Ganador del VI Premio de textos teatrales Jesús Domínguez (2015) por su obra Autos.[7]
- XX Premio Anual para Escritores Noveles (Poesía) de la Diputación de Jaén (2012) por su obra La rompedura.
- Ganador del XVI Certamen literario Universidad de Sevilla (2011) en la categoría de teatro por El hombre en llamas.